# Zacky Vengeance
Zachary James Baker (11. prosinca 1981.) poznat po svom umjetničkom imenu Zacky Vengeance, je ritam gitarist i back vokal američkog rock/metal sastava Avenged Sevenfold.

## Biografija
Baker je naučio svirati gitaru kada je imao trinaest godina. Pohađao je Huntington Beach High School i osnovao je sastav Avenged Sevenfold s Mattom Shadowsom i The Revom. Prije Avenged Sevenfolda bio je u punk sastavu MPA, što je skraćenica za Mad Porno Action. Priznao je kako nisu bili veoma uspješni. Baker je osmislio ime "Zacky Vengeance", kako bi uzvratio svima onima koji su sumnjali u njegov potencijal. Također je osmislio i Johnnyjevo ime, "Johnny Christ", rekavši kako mu pristaje. Vengeace je također zaslužan za osmišljavanje skraćenog imena benda, inicijala A7X. 
Iako je ljevoruk, Zacky je naučio svirati na gitari za dešnjake, koju je dobio od svojih roditelja za trinaesti rođendan. Naučio je svirati promatrajući svoje najdraže bendove i ljude koji su znali svirati i vježbao je koliko je mogao. Također, čitao bi svako izdanje magazina "Guitar World" od korica do korica, učeći akorde i note pjesama koje su ondje bile objavljene, promatrao je profesionalce kako sviraju, sve dok i sam nije zasvirao kao jedan od njih. 
20. travnja 2011. osvojio je nagradu "Golden God Awards", za najboljeg gitarista, zajedno sa svojim kolegom iz benda, Synysterom Gatesom. Avenged Sevenfold je pokupio brojne nagrade i nastupili su kao glavni izvođači večeri.
23. travnja 2014. godine ponovno je osvojio nagradu "Golden Gods Awards" za najboljeg gitarista zajedno sa Synyster Gatesom.